# Marty O'Brien
Marty O'Brien es un bajista profesional miembro de la banda de Hard rock Sinfónico We Are The Fallen. Sus créditos en vivo incluyen tocar el bajo en giras con bandas como Disturbed, Tommy Lee, Static-X, Methods of Mayhem, y muchos otros.
Ha actuado en tres diferentes giras Ozzfest, con una banda diferente. (Ozzfest de 1998, 2000, 2002) Marty es también uno de los bajistas más solicitados de Los Ángeles, después de haber grabado con artistas como Celine Dion, Chris Cornell, Brian McKnight, Mya, Tommy Lee, Lindsay Lohan y Kelly Clarkson.

## Infancia
Nació y creció en Providence, Rhode Island; Marty O'Brien comenzó a tocar el bajo a la edad de 13 años. A los 16 años, se había unido a su primera banda de Rock local, y a los 19 años, estaba tocando en espectáculos locales,como presentaciones en vivo en Providencia, así como otras ciudades a lo largo de la costa este como Boston y Nueva York.

## Carrera
la carrera profesional de Marty O'Brien comenzó en 1998, cuando un músico de Rhode Island con la banda Kilgore, le propusieron unirse a su formación como su nuevo bajista. Unas semanas después de unirse a la banda se embarcó en el Ozzfest98 en los festivales de gira de verano , donde la banda compartió escenario con grupos como Ozzy Osbourne, Tool, Incubus, System of a Down, Limp Bizkit , y Motörhead. A continuación vino una gira por Norteamérica y el apoyo a Slayer, Fear Factory, y luego en el invierno una gira por Europa apoyando a Fear Factory.
En enero de 1999, Jay Berndt vocalista de Kilgore deja la banda, lo cual finalmente llevó a la banda a su final.
En abril del 2000, Marty se mudó a Los Ángeles, y sólo 3 semanas más tarde se presentó a una audición para la banda Mayhem, un nuevo grupo liderado por el exbaterista de Motley Crue, Tommy Lee. Marty se llevó el puesto en la banda el mismo día de la audición, pasó el verano tocando en algunos de los festivales de música más grande de toda Europa. (Dynamo,Open Air, Rock Am Ring, Rock Im Park, el Festival de Glastonbury). Luego, la banda pasó el resto de la gira de verano en el festival Ozzfest 2000, compartiendo el principal escenario con bandas de Ozzy Osbourne, Pantera, Godsmack, Static-X, Incubus, POD, Queens Of The Stone Age, y Disturbed.
A principios de 2001, la banda de metal multiplatino Disturbed le pidió a Marty unirse a ellos en la gira después de que su bajista Steve "Fuzz" Kmak se había roto el tobillo en una caída desde una escalera de incendios fuera del complejo de ensayo de la banda. Marty pasó dos meses tocando el bajo en Disturbed en una extensa gira por toda Europa, siendo teloneros de Marilyn Manson.
En el verano de 2001, otra banda exhortó a Marty para que fuera con ellos de gira después de que otra vez el bajista de otra banda tuviera problemas, en este caso, Tony Campos bajista de Static-X que se había fracturado la clavícula en un accidente de motocicleta.
Después de que Marty había hecho un solo ensayo con la banda, salieron de gira en el "Extreme Steel Tour", que incluye también a la legendaria pareja de la banda Pantera y Slayer. En última instancia, sería el último tour de Pantera.
Tommy Lee grabó dos discos en solitario. el Never a Dull Moment en el cual Marty escribió algunas canciones, y Tommyland: The Ride. durante la promoción de ambas grabaciones, Marty tocó el bajo en dos giras mundiales y actuó en varios programas de televisión, incluyendo el Tonight Show con Jay Leno, Jimmy Kimmel Live, The Ellen DeGeneres Show,el asado de Pamela Celebrity Anderson, y un puñado de programas de televisión europeos, incluidos Top of the Pops.
Marty decidió dejar de lado la carrera de turismo y la estancia en Los Ángeles para centrarse en su carrera como bajista de sesión. Durante los próximos 5 años, Marty acumuló un impresionante currículo, en los que se encuentran grabaciones con Chris Cornell, Brian McKnight, Mya, Tommy Lee.
En 2003 Marty conoció a Ben Moody a quien considera su mejor amigo, y con quien ha trabajado en muchos proyectos musicales tales como los trabajos discográficos de Celine Dion, Lindsay Lohan, y Kelly Clarkson, incluyendo el Hit, Beacuse of You que escribió junto a Ben Moody y David Hodges.
Años después, en 2009 fundó junto a Ben Moody la banda estadounidense e Irlandesa We Are The Fallen. conformada por los exmiembros de Evanescence, John Lecompt y Rocky Gray comandados por la imponente voz de la Irlandesa Carly Smithson
We Are The Fallen se dio a conocer el 22 de junio del 2009 en una conferencia de prensa en Hollywood, CA.
El álbum debut Tear The World Down fue lanzado a principios del 2010 y Marty considera a We Are The Fallen su primera banda real.